# Liste der Pfarren im Dekanat Retz-Pulkautal
Das Dekanat Retz-Pulkautal ist ein Dekanat im Vikariat Unter dem Manhartsberg der römisch-katholischen Erzdiözese Wien. Es entstand am 1. September 2016 durch die Zusammenlegung der Dekanate Retz und Haugsdorf.

## Pfarren mit Kirchengebäuden und Kapellen
| Pfarre                      | Pfarrverband                     | Ink.                            | Seit               | Patrozinium                        | Kirchengebäude und Kapellen |                              |
| --------------------------- | -------------------------------- | ------------------------------- | ------------------ | ---------------------------------- | --- | ---------------------------- |
| Alberndorf im Pulkautal     | Pulkautal                        | Melk (OSB)                      | 1783               | Hl. Laurenz                        | Pfarrkirche Alberndorf im Pulkautal | Pfarrkirche Alberndorf       |
| Deinzendorf                 | Pulkau-Schrattenthal-Zellerndorf |                                 | 1784               | Allerheiligste Dreifaltigkeit      | Pfarrkirche Deinzendorf Kirche in Dietmannsdorf | Pfarrkirche Deinzendorf      |
| Hadres                      | Pulkautal                        |                                 | vermutlich um 1100 | Hl. Michael                        | Pfarrkirche Hadres | Pfarrkirche Hadres           |
| Haugsdorf                   | Pulkautal                        | Melk (OSB)                      | 1319               | Hll. Peter und Paul                | Pfarrkirche Haugsdorf | Pfarrkirche Haugsdorf        |
| Jetzelsdorf                 | Pulkautal                        | Göttweig (OSB)                  | 1784               | Mariä Himmelfahrt und Hl. Benedikt | Pfarrkirche Jetzelsdorf | Pfarrkirche Jezelsdorf       |
| Kleinhöflein                | Retz                             |                                 | 1783               | Hl. Josef                          | Pfarrkirche Kleinhöflein | Pfarrkirche Kleinhöflein     |
| Kleinriedenthal (Expositur) | Retz                             |                                 | 1940               | Hl. Ägid                           | Pfarrkirche Kleinriedenthal | Pfarrkirche Kleinriedenthal  |
| Mailberg                    | Pulkautal                        | Souveräner Malteserorden (OMel) | um 1130            | Hl. Johannes der Täufer            | Schlosskirche Mailberg Friedhofskirche Mailberg | Pfarrkirche Mailberg         |
| Mitterretzbach              |                                  | Stift Lilienfeld (OCist)        | 1783               | Hl. Margareta                      | Pfarrkirche Mitterretzbach Filialkirche Oberretzbach                                                                                                   | Pfarrkirche Mitterretzbach   |
| Obermarkersdorf             | Pulkau-Schrattenthal-Zellerndorf |                                 | vor 1383           | Hll. Nikolaus und Urban            | Pfarrkirche Obermarkersdorf | Pfarrkirche Obermarkersdorf  |
| Obernalb                    | Retz                             | Göttweig (OSB)                  | 1289               | Mariahilf                          | Pfarrkirche Obernalb | Pfarrkirche Obernalb         |
| Obritz                      | Pulkautal                        |                                 | 1783               | Mariä Himmelfahrt                  | Pfarrkirche Obritz | Pfarrkirche Obritz           |
| Pfaffendorf                 | Pulkautal                        | Göttweig (OSB)                  | 1289               | Hl. Georg                          | Pfarrkirche Pfaffendorf Kirche in Peigarten, Kapelle in Pernersdorf, Kapelle in Karlsdorf, Kapelle in Ragelsdorf                                       | Pfarrkirche Pfaffendorf      |
| Platt                       | Pulkau-Schrattenthal-Zellerndorf |                                 | 1784               | Hl. Ulrich                         | Pfarrkirche Platt | Pfarrkirche Platt            |
| Pulkau                      | Pulkau-Schrattenthal-Zellerndorf |                                 | um 1050            | Hl. Michael                        | Pfarrkirche Pulkau Karner Pulkau, Filialkirche Pulkau hl. Blut                                                                                         | Pfarrkirche Pulkau           |
| Retz                        | Retz                             |                                 | vor 1200           | Hl. Stephan                        | Stadtpfarrkirche Retz Kirche Maria Himmelfahrt, Kapelle im Rathaus Retz, Kapelle im Landespensionistenheim Retz, Kapelle Dominikaner Gemeinschaft Retz | Pfarrkirche Retz             |
| Schrattenthal               | Pulkau-Schrattenthal-Zellerndorf |                                 | um 1452, neu 1784  | Hl. Augustinus                     | Pfarrkirche Schrattenthal Filialkirche Pillersdorf, Schlosskapelle hl. Martin im Schloss Schrattenthal                                                 | Pfarrkirche Schrattenthal    |
| Seefeld                     | Pulkautal                        |                                 | 1254               | Hl. Anna                           | Pfarrkirche Seefeld Schlosskapelle Seefeld | Pfarrkirche Seefeld          |
| Unternalb                   | Retz                             | Göttweig (OSB)                  | um 1115            | Hl. Laurentius                     | Pfarrkirche Unternalb | Pfarrkirche Unternalb        |
| Untermarkersdorf            | Pulkautal                        | Melk (OSB)                      | 1783               | Hl. Ägidius                        | Pfarrkirche Untermarkersdorf | Pfarrkirche Untermarkersdorf |
| Unterretzbach               |                                  | Stift Lilienfeld (OCist)        | vor 1300, neu 1620 | Hl. Jakob                          | Pfarrkirche Unterretzbach | Pfarrkirche Unterretzbach    |
| Waitzendorf                 | Pulkau-Schrattenthal-Zellerndorf |                                 | 1720               | Allerheiligste Dreifaltigkeit      | Pfarrkirche Waitzendorf | Pfarrkirche Waitzendorf      |
| Watzelsdorf                 | Pulkau-Schrattenthal-Zellerndorf |                                 | 1786               | Kreuzerhöhung                      | Pfarrkirche Watzelsdorf | Pfarrkirche Watzelsdorf      |
| Zellerndorf                 | Pulkau-Schrattenthal-Zellerndorf |                                 | um 1200            | Hll. Philipp und Jakob             | Pfarrkirche Zellerndorf Karner Zellerndorf, Kapelle in Zellerndorf                                                                                     | Pfarrkirche Zellerndorf      |

## Dekanat Retz-Pulkautal
Das Dekanat umfasst 23 Pfarren und eine Expositur im Weinviertel im nördlichen Niederösterreich.
Diözesaner Entwicklungsprozess
Am 29. November 2015 wurden für alle Pfarren der Erzdiözese Wien Entwicklungsräume definiert. Die Pfarren sollen in den Entwicklungsräumen stärker zusammenarbeiten, Pfarrverbände oder Seelsorgeräume bilden. Am Ende des Prozesses sollen aus den Entwicklungsräumen neue Pfarren entstehen. Im Dekanat Retz-Pulkautal – damals noch Dekanat Retz und Dekanat Haugsdorf – wurden folgende Entwicklungsräume festgelegt:
- Kleinhöflein, Mitterretzbach, Obernalb, Retz, Unternalb, Unterretzbach und Kleinriedenthal
- Deinzendorf, Obermarkersdorf, Platt, Pulkau, Schrattenthal, Waitzendorf, Watzelsdorf und Zellerndorf
  - Subeinheit 1: Deinzendorf, Platt, Schrattenthal, Watzelsdorf und Zellerndorf
  - Subeinheit 2: Obermarkersdorf, Pulkau und Waitzendorf
- Alberndorf im Pulkautal, Hadres, Haugsdorf, Jetzelsdorf, Mailberg, Obritz, Pfaffendorf, Seefeld und Untermarkersdorf
  - Subeinheit 1: Hadres, Mailberg, Obritz, Seefeld und Untermarkersdorf
  - Subeinheit 2: Alberndorf im Pulkautal, Haugsdorf, Jetzelsdorf und Pfaffendorf

## Dechanten
- 2015–2020 Clemens Beirer, Pfarrverband Retz, Pfarrmoderator für die Pfarren Kleinhöflein, Kleinriedenthal, Obernalb, Retz und Unternalb[3]
- seit 2020 Placidus Leeb, Pfarrverband Pulkautal, Pfarrer in Alberndorf im Pulkautal, Hadres, Haugsdorf, Jetzelsdorf, Mailberg, Obritz, Pfaffendorf, Seefeld und Untermarkersdorf[4]